# Державна премія УРСР імені Тараса Шевченка — лауреати 1976 року
Державні премії УРСР імені Тараса Шевченка в галузі літератури, мистецтв і архітектури 1976 року були присуджені спільною Постановою Центрального Комітету Компартії України і Ради Міністрів Української РСР № 118 від 6 березня 1976 р. за поданням Комітету по Державних преміях Української РСР імені Т. Г. Шевченка.

## Список лауреатів
| Галузь                           | Лауреат | Обґрунтування |
| -------------------------------- | --- | --- |
| Література                       | Драч Іван Федорович | за збірку поезій «Корінь і крона». |
| Образотворче мистецтво           | Пузирков Віктор Григорович | за картини «Солдати», «У землянці». |
| Музика                           | Шамо Ігор Наумович — композитор Луценко Дмитро Омелянович — поет | за пісні «Балада про братерство», «Києве мій», «Стоїть над Волгою курган», «Зачарована Десна», «Пісня про щастя», «Не шуми, калинонько», «Фронтовики».       |
| Оперно-театральне мистецтво      | Шостакович Дмитро Дмитрович, композитор (посмертно) Симеонов Костянтин Арсенович, диригент-постановник Венедиктов Лев Миколайович, хормейстер Загребельний Олександр Миколайович, виконавець ролі Бориса Ізмайлова Колесник Євдокія Василівна, виконавиця ролі Катерини Ізмайлової | за оперу «Катерина Ізмайлова» в Державному ордена Леніна і ордена Трудового Червоного Прапора академічному театрі опери та балету УРСР імені Т. Г. Шевченка. |
| Концертно-виконавська діяльність | Тріо сестер: Байко Даниїла Яківна Байко Марія Яківна Байко Ніна Яківна | за концертні програми 1973—1975 рр. |